# 나운도
나운도(1954년 ~)는 대한민국의 트로트 가수, 오르가니스트다.

## 방송
- 트로트 엑스 (2014) - Top16

## 음반
- 전자올갠 종합편 1, 2집 (2009)
- 한방 훅 디스코 1, 2집 (2010)
- 전자올갠 지루박 1, 2집 (2010)
- 민요 디스코 1, 2집 (2011)
- 전자올갠 트로트 1, 2집 (2011)
- 전자올갠 지루박 3, 4집 (2011)
- 전자올갠 무도장 디스코 1, 2집 (2013)
- 나운도와 친구들 디스코 1, 2 (2013)
- 나운도 스페셜 지루박 1, 2 (2013)
- 최신 스페셜 트로트 모음집 (2014)
- 캬바레무도장 전자올겐 생음악 총결산 (2014)
- 최신 트롯가요 빅쇼 (2014)
- 사교댄스 1, 2 (2014)
- 사교댄스 3, 4 (2014)
- 나운도 명품관광 디스코 1, 2 (2014)
- 전자올갠 생음악 라이브쇼 1, 2 (2015)
- 슈퍼스타 가요 빅쇼 (2015)
- 최신 트롯가요 빅쇼 Vol.2 (2016)
- 나운도 정인숙 생음악 라이브 관광쇼 1, 2 (2017)
- 나운도 전자올겐 논스톱 생음악 라이브쇼 (2018)
- 콜라텍 리듬댄스 종합편 (2018)
- 나운도 생음악 라이브 쇼 3, 4집 (2019)
- 미스터 트롯 황태자 관광디스코 1, 2 (2020)
- 나운도와 함께 무도장 (2020)